# Brodepån
Brodepån är en vagndepå för Stockholms pendeltåg som ligger utanför Bro i Upplands-Bro kommun. Depån öppnades under 2006 med plats för 12 fullängdståg och kapacitet för underhåll av 16 fordon per dygn. Anslutning till banan skedde endast via ett befintligt industrispår i västra delen av anläggningen (tillfart norrifrån).
Under åren 2013- 2015 skedde en utbyggnad av anläggningen för att kunna öka kapaciteten. Bland annat anlades ytterligare ett infartsspår i anläggningens östra del (tillfart söderifrån). Underhållspersonalen kommer att öka från 80 till 100 personer, varför även personalutrymmen behövde byggas ut. 